# Inteko

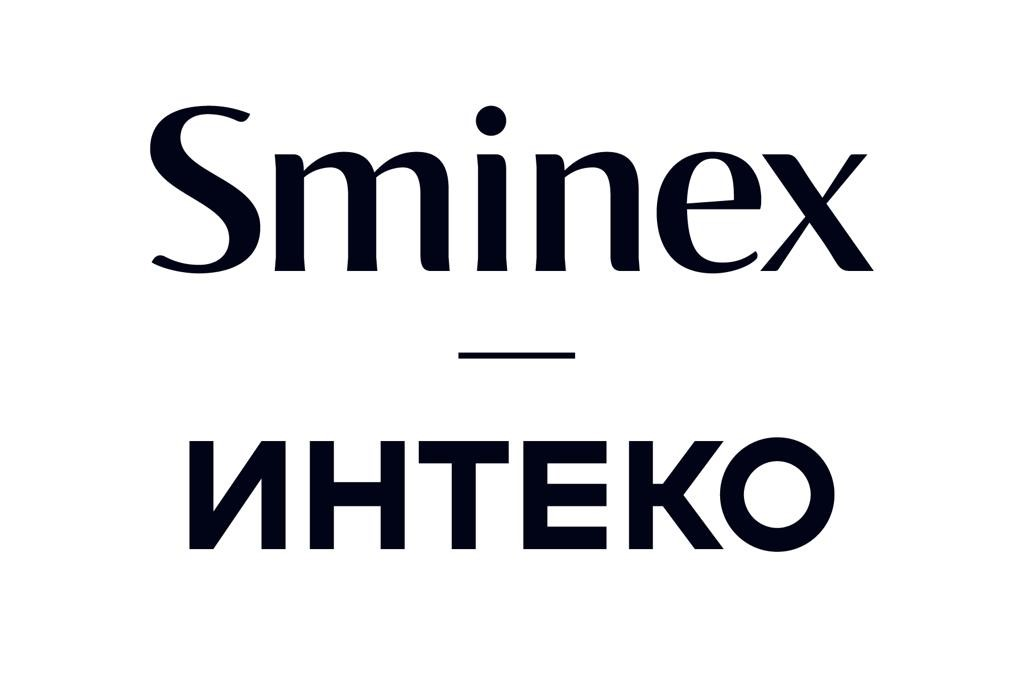
Le logo de la société fusionnée Sminex-Inteko a été créé par la société.

Inteko (Интеко en russe) est une entreprise russe de construction créée en 1991. Elle est détenue à 99 % par Elena Batourina, la femme la plus riche de Russie mariée à l'ancien maire de Moscou Iouri Loujkov.

## Histoire
Inteko est créé par Elena Batourina et son frère Viktor Batourine en 1991. Il s'agit à l'origine d'une entreprise de plastiques. En 1995, l'entreprise décroche le contrat pour la fabrication des sièges du Stade Loujniki, le plus grand stade de Moscou, ce qui provoqué une première controverse vu que le mari de Elena Batourina, Iouri Loujkov, était alors le maire de la ville. Cette même année, Inteko se voit également attribué le marché des assiettes du Bistro Russkoe, une chaîne de restauration rapide gérée par Loujkov et appartenant à la ville de Moscou.
Inteko s'est ensuite diversifié dans le marché de la construction, même si Elena Batourina reconnaissait déjà qu'il y avait là une source potentielle de conflit d'intérêts. 
Le 9 octobre 2005, le directeur exécutif d'Inteko-agro, Alexander Annenkov, est assailli par trois agresseurs munis de haches. Il s'en sort vivant, mais pense que l'agression est un message à Elena Batourina au sujet d'une mésentente avec le gouverneur de l'oblast de Belgorod Evguenï Savchenko. Quatre jours plus tard, Dmitri Shteinberg, l'avocat d'Elena Batourina, se fait tirer dessus dans son appartement et meurt des suites de ses blessures.
En 2007, Viktor Batourine porte plainte contre Inteko, réclamant la somme de 120 millions de dollars à la suite de la réduction de ses parts dans la société de 25 % à 1 % entre 2002 et 2003.
En juillet 2008, Inteko engage un investissement immobilier de 500 millions d'euros au Maroc pour la construction de 1000 appartements et 22 villas (valeur de 230 millions d’euros). Le développement au Maroc se fait via la filiale marocaine du groupe russe, le groupe Kudla, qui bénéficie d'un capital social de 150 millions de dirhams, et est présidé par Andreï Kroupnov. Dès les premiers coups de pioche, les travaux ont été bloqués par les autorités locales pour des motifs inconnus.
En février 2011, le siège de l'entreprise fait l'objet d'une perquisition dans le cadre d'une enquête sur le vol de 318 millions d'euros à la banque de Moscou. Cette banque aurait octroyé un prêt à une petite société fraîchement créée qui a utilisé l'argent pour acheter un terrain prestigieux de 58 hectares à Moscou à une filiale d'Inteko.

## Activités
Le groupe Inteko a racheté les filiales:
- Cimenterie Starooskolski
- Céréalier Moscova
- Banque foncière russe
- Usines de production de propène (à Belgorod et à Sotchi)
- Kudla, spécialisée dans le tourisme haut-de-gamme en mer Méditerranée[5]

En 2007, le groupe emploie 7 600 personnes.

## Données financières
En 2007, Inteko réalise un bénéfice de 1 milliard de dollars.